# Toxophora lebedevi
Toxophora lebedevi är en tvåvingeart som beskrevs av Paramonov 1925. Toxophora lebedevi ingår i släktet Toxophora och familjen svävflugor. Inga underarter finns listade i Catalogue of Life.